# Sanyassanok
A sanyassanok (angolos írásmóddal: Sanyassan) a Csillagok háborúja elképzelt univerzumának egyik értelmes, hüllőszerű faja.

## Leírásuk
A sanyassanok pikkelyes, hüllőemberszerű lények akik a Belső Zuma régióban (Inner Zuma Region) levő Sanyassa IV nevű bolygóról származnak. A bolygón gyakran nagy viharok vannak. Általában 1,6-2,5 méter magasak, de 1,1 méter magas törpék is előfordulnak. Az arcuk majomszerű; az orruk általában csak két lyuk; a szájuk kicsi vékony ajkakkal. Egyesek füle emberszerű, míg másoké csak egy nyúlvány. Habár a hüllőkhöz tartoznak, van hajuk és egyéb arcszőrzetük. Sörényszerű szőrzetük is van, amely sokszor a vállukon lelógva ül. Az arcukon és a szemek környékén csontos tüskék láthatók. Bőrszínük a szürkétől a zöldig változik, továbbá lehetnek barna, rózsaszín vagy lila színűek is. A nők bőre simább, a férfiaké inkább pikkelyesebb. Hajuk és egyéb szőrzetük fekete vagy fehér színű. Szemszínük lehet sárga, kék vagy szürke. Kezeiken általában négy ujj látható, de vannak 3 vagy 5 ujjas egyedek is. Lábaikon csak két-két lábujj van. Két nemük van, és jellemző rájuk a nemi kétalakúság. A nőknek simább bőrük és nagy melleik vannak.
Általában 70 évig élnek, néhányuk azonban eléri a 100 évet is. Öregen is képesek harcolni. Anyanyelvük a sanyassani nyelv.
A sanyassanok főleg kalózkodással és rablással foglalkoznak, de vannak köztük zsoldosok és kereskedők is. Azok a sanyassanok, akik az Endor erdőholdra lezuhantak, a phlogokkal és evokokkal folytatott csatákban, valamint az öregség miatt idővel kihaltak.
E hüllőnép lovakon és blurrgokon lovagol, az utóbbit szekerek elé is befogják.

## Megnevezett sanyassanok
- Bar'injar – férfi; rabszolga kereskedő
- Jorak – férfi; egyike az endori kalózoknak
- Macchbraus – férfi; egyike az endori kalózoknak
- Maygo – férfi; testőrként dolgozott
- Szingo – férfi; egyike az endori kalózoknak
- Terak – férfi; az endori kalózok vezére/királya
- Tun-Badon – férfi; zsoldos
- Yavid – férfi; tábornok, egyike az endori kalózoknak; törpének számít
- Zakul – férfi; az endori kalózok új vezére/királya

## Megjelenésük a filmekben, könyvekben, videójátékokban
A sanyassanokat a „Harc az Endor bolygón” (Ewoks: The Battle for Endor) című filmben láthatjuk először. Továbbá könyvekben, képregényekben és videójátékokban is találkozhatunk e majomképű hüllőnéppel.

## Fordítás
- Ez a szócikk részben vagy egészben a Sanyassan című Wookieepedia-szócikk fordítása. Az eredeti cikk szerkesztőit annak laptörténete sorolja fel.